# Epílogo de Campos
Epílogo Gonçalves de Campos (Rio Branco, 19 de maio de 1915 – Belém, 9 de novembro de 1992) foi um médico, professor, jornalista, fazendeiro e político brasileiro. Foi deputado federal pelo Pará.

## Dados biográficos
Filho de Francisco Gonçalves Campos e Adelina Gonçalves Campos. Formado em Medicina pela Universidade Federal do Pará, voltou-se à Pneumologia. Membro do American College of Chest Physicians e assistente de Tisiologia da Policlínica Geral do Rio de Janeiro, trabalhou junto ao Instituto de Neurologia da Universidade Federal do Rio de Janeiro, no Centro Psiquiátrico Nacional do Ministério da Saúde e no Sanatório Rui Dória em São José dos Campos. De volta ao seu estado trabalhou no Departamento de Assistência Pública do Pará. Exerceu também atividade jornalística na Folha do Norte em Belém.
Eleito deputado federal pela UDN em 1945, 1950 e 1958, participou da elaboração da Constituição de 1946. Derrotado ao buscar um mandato de senador em 1954, perdeu a eleição para o governo do Pará em 1955 numa disputa com Magalhães Barata. Em virtude da cassação de Clóvis Ferro Costa pelo Ato Institucional Número Um foi efetivado deputado federal em 1964 após obter a suplência nas eleições de 1962.
Após ingressar na ARENA buscou, sem sucesso, a reeleição e a seguir dirigiu o Departamento de Ensino Superior do Ministério da Educação no Governo Costa e Silva sob a gestão do ministro Tarso Dutra, mas foi demitido ante um relatório sobre a situação do ensino superior no país. Teve os direitos políticos suspensos por dez anos em 1969 devido ao Ato Institucional Número Cinco. Sua última candidatura aconteceu em 1986 quando disputou uma cadeira de deputado federal pelo PTB.